# Hans-Joachim Hartnick
Hans-Joachim Hartnick (ur. 12 stycznia 1955 w Wormlage) – niemiecki kolarz szosowy i przełajowy, wicemistrz olimpijski oraz dwukrotny medalista szosowych mistrzostw świata.

## Kariera
Pierwszy sukces w karierze Hans-Joachim Hartnick osiągnął w 1974 roku, kiedy wspólnie z Karlem-Dietrichem Diersem, Gerhardem Lauke i Horstem Tischoffem zdobył brązowy medal w drużynowej jeździe na czas na mistrzostwach świata w Montrealu. W latach 1974 i 1975 zwyciężył w DDR Rundfahrt, w 1975 roku był drugi w Tour de Pologne, a rok później zwyciężył w Wyścigu Pokoju. W 1976 roku wystartował na igrzyskach olimpijskich w Montrealu, gdzie wraz z kolegami z reprezentacji był dziesiąty w drużynie, a rywalizacji w indywidualnym wyścigu ze startu wspólnego nie ukończył. Największy sukces osiągnął w 1979 roku, kiedy razem z Falkiem Bodenem, Berndem Droganem i Andreasem Petermannem zdobył złoty medal w drużynowej jeździe na czas na mistrzostwach świata w Amsterdamie. Ostatni medal zdobył na rozgrywanych rok później igrzyskach olimpijskich w Moskwie reprezentanci NRD w składzie: Falk Boden, Bernd Drogan, 
Olaf Ludwig i Hans-Joachim Hartnick zdobyli srebrny medal w tej samej konkurencji. Wielokrotnie zdobywał medale szosowych mistrzostw kraju, w tym sześć złotych. Ponadto startował także w kolarstwie przełajowym, zdobywając między innymi złoty medal mistrzostw kraju w 1980 roku. Nigdy nie zdobył medalu na przełajowych mistrzostwach świata.